# Nick Wall
Pour les articles homonymes, voir Wall.
Nick Wall, né le 24 février 2000 à Sheffield, est un joueur professionnel de squash représentant l'Angleterre. Il atteint en octobre 2023 la 31e place mondiale sur le circuit international, son meilleur classement.

## Biographie
Il est no 1 anglais dans toutes les catégories de jeunes et il intègre le top 50 mondial en novembre 2022.

## Palmarès

### Titres
- Championnat d'Europe par équipes : 2023